# В'єтнамсько-північнокорейські відносини
В'єтнамсько-північнокорейські відносини — двосторонні відносини між В'єтнамом і КНДР. Дипломатичні відносини між країнами встановлено 31 січня 1950.

## Історія
В липні 1957 президент Демократичної Республіки В'єтнам Хо Ши Мін вперше відвідав Північну Корею. У листопаді-грудні 1958 року та в листопаді 1964 року північнокорейський лідер Кім Ір Сен відвідував Північний В'єтнам. У лютому 1961 року уряди двох країн уклали угоду про науково-технічне співробітництво. Під час війни у В'єтнамі, Північна Корея надала істотну економічну і військову допомогу Північному В'єтнамові (1966 рік: 12,3 млн рублів; 1967 рік: 20 млн; 1968 рік: 12,5 млн; 1969 рік: 12,5 млн). 1968 року близько 2000 в'єтнамських студентів здобули безкоштовну освіту в КНДР. В жовтні 1966 року Трудова партія Кореї ухвалила рішення на початку 1967 року направити ескадрильї в Північний В'єтнам, щоб підтримати північнов'єтнамську авіацію під час оборони Ханоя. 1968 року 200 північнокорейських пілотів проходили службу у В'єтнамі. Крім того, корейці спрямували своїм товаришам у Північному В'єтнамі принаймні два зенітні артилерійські полки, зброю, боєприпаси і два мільйони комплектів обмундирування. Кім Ір Сен наказав пілотам битися на війні, як ніби в'єтнамське небо є їхнім власним. 
Проте, з 1968 стосунки між Пхеньяном і Ханоєм почали погіршуватися через різні обставини. Північна Корея хотіла щоб США загрузли у В'єтнамській війні і тому негативно відреагувала на підписання Паризької мирної угоди. Під час Громадянської війни в Камбоджі, Північна Корея схвалила китайський план зі створення єдиного фронту з п'яти революційних країн Азії (Китай, Північна Корея, В'єтнам, Лаос і Камбоджа), тоді як Північний В'єтнам відкинув цей план на тій підставі, що Радянський Союз не увійшов до списку членів, а також через те що створення такого фронту ставило під сумнів в'єтнамське панування в Індокитаї. Під час Кампучійсько-в'єтнамського конфлікту керівництво Північної Кореї засудило в'єтнамське вторгнення в Камбоджу і відмовилося визнати Народну Республіку Кампучія. 
У 1990-х і 2000-х північнокорейсько-в'єтнамські взаємини продовжували погіршуватися через інвестиційні й торговельні суперечки<. Колишній в'єтнамський посол у Південній Кореї є випускником північнокорейського Університету імені Кім Ір Сена.